# Липячи
Липячи — деревня в Удомельском городском округе Тверской области.

## География
Деревня находится в северной части Тверской области на расстоянии приблизительно 39 км на северо-запад по прямой от железнодорожного вокзала города Удомля на правом берегу реки Мста.

## История
Впервые упоминается в 1859 году. Дворов (хозяйств) 51 (1859 год), 94 (1886), 78 (1911), 35 (1958), 6 (1986), 4 (1999). В советский период истории работали колхозы «Липячи», «Заря», «Искра» и подсобное хозяйство треста «Гидроэлектромонтаж». До 2015 года входила в состав Мстинского сельского поселения до упразднения последнего. С 2015 года в составе Удомельского городского округа.

## Население
Численность населения: 369 (1859), 404(1911), 68 (1958), 5(1986), 5 (1999), 9 (русские 100 %) в 2002 году, 11 в 2010.